# Ethel Byrne (Medizinerin)

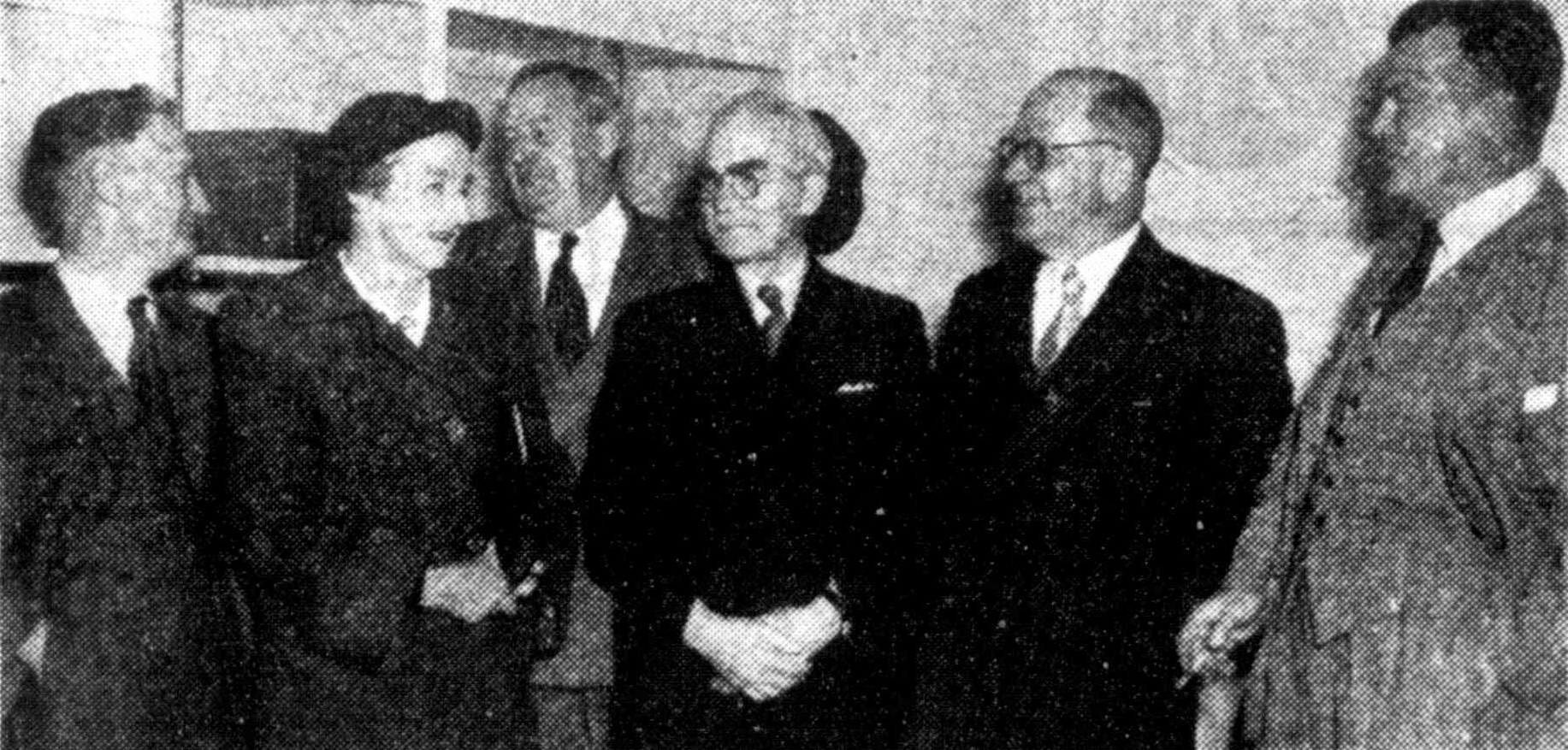
Ethel Byrne mit Matthew John Stewart, ehemaliger Professor der University of Leeds (Mitte), und Ärzten des Joint Coal Board bei einer Diskussion über Silikose, 1951 in Newcastle

Ethel Byrne (* 28. August 1895 in Cookardinia, New South Wales; † 5. November 1957 in Newcastle, New South Wales) war eine australische Ärztin und Pathologin.

## Leben
Ethel Byrne war das neunte Kind des australischen Lehrers James Byrne und Margaret, geb. Crennan. Sie besuchte die West Maitland Girls’ High School. An der University of Sydney erlangte sie den Bachelor of Medicine und 1919 den Master of Surgery.
Byrne begann ihre Karriere als Medizinerin als Junior Resident Medical Officer am Royal Newcastle Hospital. Während der Grippe-Pandemie 1919 und des Tuberkuloseausbruchs im Folgejahr war sie dort der einzige Arzt mit diesem Fortbildungsgrad. Von 1920 bis 1928 war Byrne Resident Pathologist des Newcastle Hospital und auch danach beratend für das Krankenhaus tätig. Gleichzeitig unterhielt sie eine Privatpraxis in Newcastle und überwachte die Pathologie an Kliniken in Cessnock, Kurri und Maitland. Anfang der 1930er Jahre war sie an der Bekämpfung von Epidemien der Kinderlähmung und Diphtherie beteiligt. Sie leitete die Anti-Tuberkulose-Arzneiausgabe des Department of Health in der King Street.
1943 wurde Byrne zum Mitglied des Royal Australasian College of Physicians gewählt. Sie gehörte auch der British Medical Association an.
1947 eröffnete die Lungenklinik des Newcastle Hospital am Rankin Park und Byrne trat eine Stelle als Staff Physician and Tuberculosis Officer an. Sie leitete den Aufbau des nach ihr benannten Byrne House, einer Einrichtung für männliche Tuberkulose-Patienten.
In ihren letzten Lebensjahren unternahm sie, finanziell unterstützt durch die Klinikkommission, Studienreisen nach Kanada, USA und Europa. 1957 starb sie im Royal Newcastle Hospital.